# Alecu Donici
Alecu Donici, sau Alexandru Donici, (n. 19 ianuarie 1806, Orhei, Moldova – d. 21 ianuarie 1865, Iași, Principatele Unite Române) a fost un poet fabulist român basarabean.

## Biografie

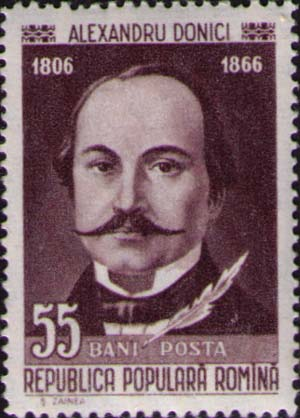
Alecu Donici pe un timbru românesc

Este primul din cei patru băieți ai clucerului Dimitrie Donici și ai Elenei, născută Lambrino. Și-a început în tinerețe cariera militară, absolvind liceul de profil din Sankt Petersburg, alături de fratele său Petrache. În 1825 este trimis ca sublocotenent în regimentul „Ekaterinburg”, în Sudul Basarabiei. Invocând motive familiale, revine la baștină și activează la început în Chișinău, apoi la Iași și Piatra-Neamț. În Marea arhondologie a boierilor Moldovei istoricul Mihai Răzvan Ungureanu citează un document în care se menționa că Donici Aleco era prezident Giudecătoriei Neamțul și agă, la 1846.

## Activitate literară
Debutează cu traduceri din Pușkin și Krîlov, fiind menționat în 1835 ca traducător în revista moscovită „Teleskop”. În colaborare cu Constantin Negruzzi traduce și publică „Satire și alte poetice compuneri” de Antioh Cantemir, traduce poemul lui Pușkin „Țiganii” (scris de poetul rus după vizitarea Basarabiei), mai traduce „Torentele și oamenii” de Mihail Lermontov, „Tunsul” de Aleksandr Veltman și alte creații ale clasicilor literaturii universale. În anii 1840 și 1842 editează două cărți de „Fabule” cu opere proprii și traduceri. Donici a avut un deosebit spirit de observație, criticând în fabulele sale, pe exemplul unor animale, moravurile proaste în societatea umană. În creația sa sunt populare fabulele: Antereul lui Arvinte, Musca la arat, Racul, broasca și știuca, Doi cîini ș.a. 
La Iași, deține o funcție în Epitropia școlilor, apoi - cea de asesor al curții de apel, activează și ca membru al divanului obștesc. Se alătură inițiativelor culturale legate de dezvoltarea învățământului public, a presei periodice, a teatrului național. Întreține legături strânse cu aproape toți literații moldoveni, colaborează la „Albina Românească”, „Dacia literară”, „Propășirea” și la alte publicații periodice. În afară de fabule, a compus poezii și piese de teatru. Creația lui Donici a fost înalt apreciată de Mihail Kogălniceanu, Grigore Alexandrescu, Vasile Alecsandri și alți contemporani. Însuși Eminescu îl situa printre scriitorii care „și-au încuscrit talentul individual cu geniul poporului...”, numindu-l, în poezia „Epigonii” - „Donici, cuib de-nțelepciune”.
A murit la 21 ianuarie/2 februarie 1865 la Iași (conform altor surse la Piatra Neamț, în Principatele Unite.

## Galerie

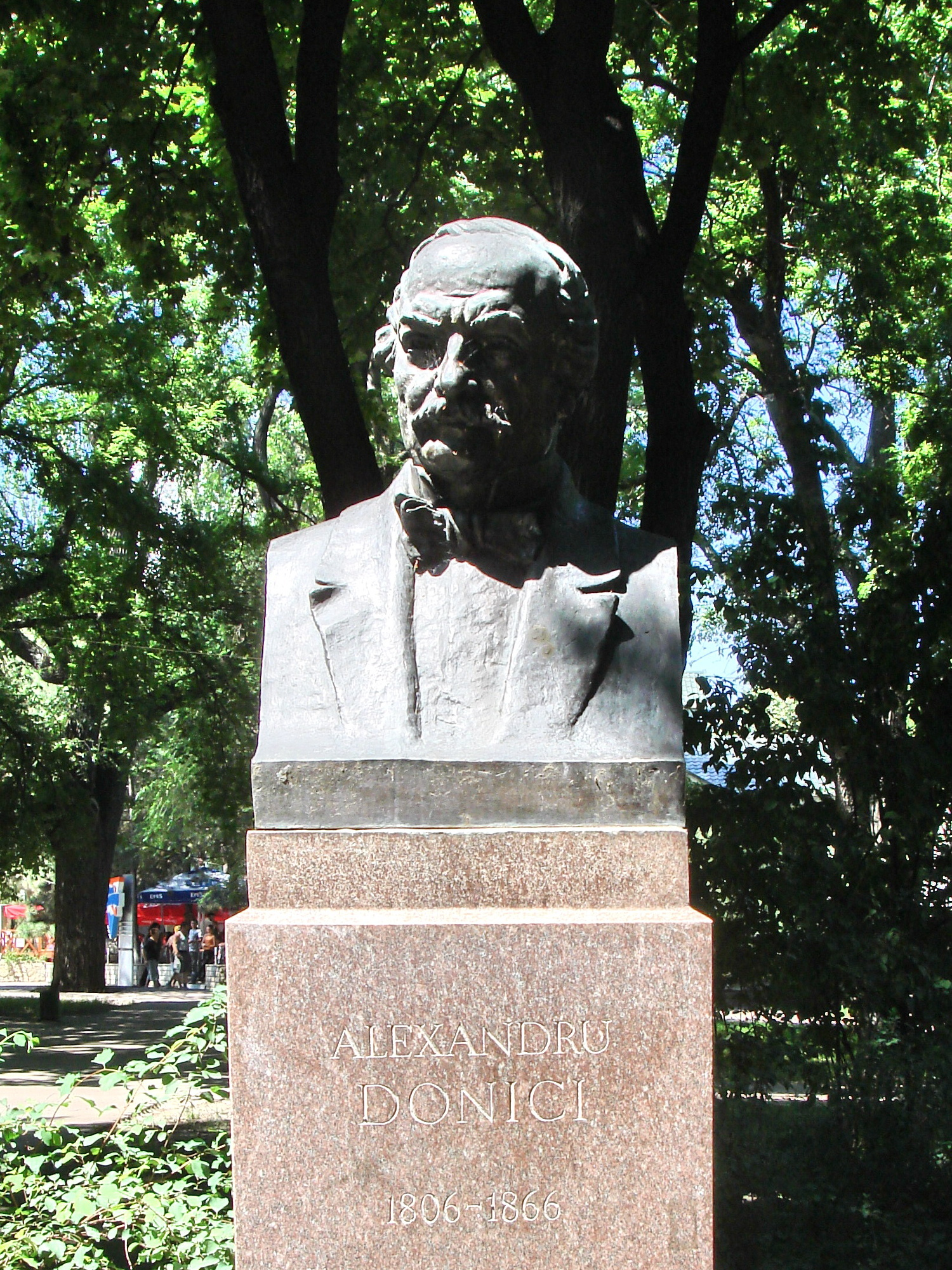
Bustul lui Alecu Donici pe Aleea Clasicilor, în Chişinău
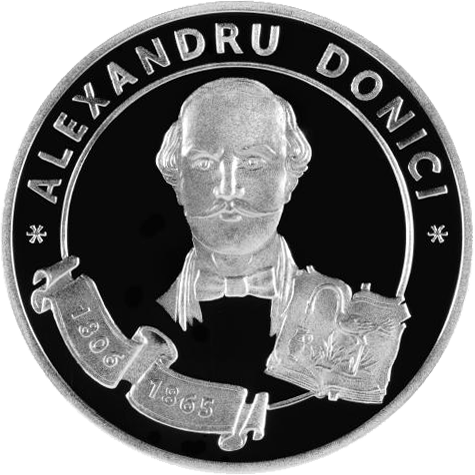
Alecu Donici pe o monedă

## Veziși
- Casa-Muzeu „Alexandru Donici”